# Abelien
Die Abelien (Abelia) sind eine Pflanzengattung von reichblühenden und aus der Familie der Geißblattgewächse (Caprifoliaceae) stammenden Gehölzen. Die Gattung Abelia besitzen ein disjunktes Areal in Ostasien und in Mexiko.

## Beschreibung

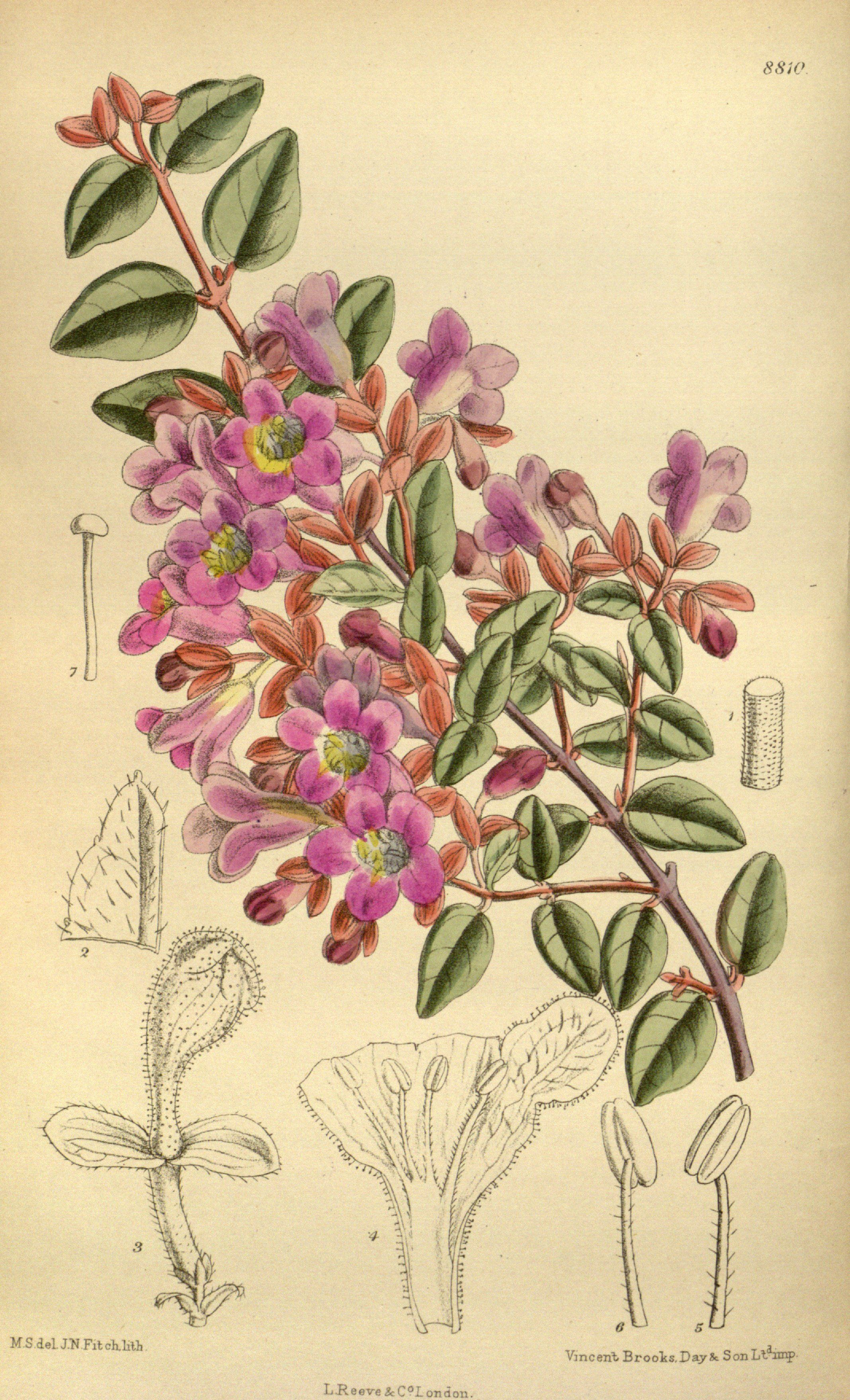
Illustration von Abelia uniflora

### Erscheinungsbild und Blätter
Abelia-Arten sind niedrige bis mittelhohe, laubabwerfende oder immergrüne Sträucher mit kleinen, eiförmig-rundlichen Winterknospen. Die Laubblätter stehen gegenständig, selten in Wirteln von drei bis vier. Sie sind kurz gestielt und haben keine Nebenblätter. Die Blattspreite ist ganzrandig oder hat einen gesägten Blattrand.

### Blüten und Früchte
Viele Blüten stehen einzeln oder in Paaren in den Blattachseln. Die duftenden Blüten sind zwittrig. Die zwei bis fünf Kelchblätter sind länglich-elliptisch und vergrößern sich mehr oder weniger bis zur Fruchtreife. Die weiße, gelbe, rosafarbene oder rote Krone ist fünfzipfelig, leicht zygomorph, röhrig, trichterförmig oder glockig. Der Fruchtknoten ist unterständig und dreifächrig, wobei nur ein Fach fruchtbar ist. Jede Blüte enthält vier Staubblätter.
Die längliche, ledrige Achänen werden vom haltbaren Kelch gekrönt.

## Systematik und Verbreitung

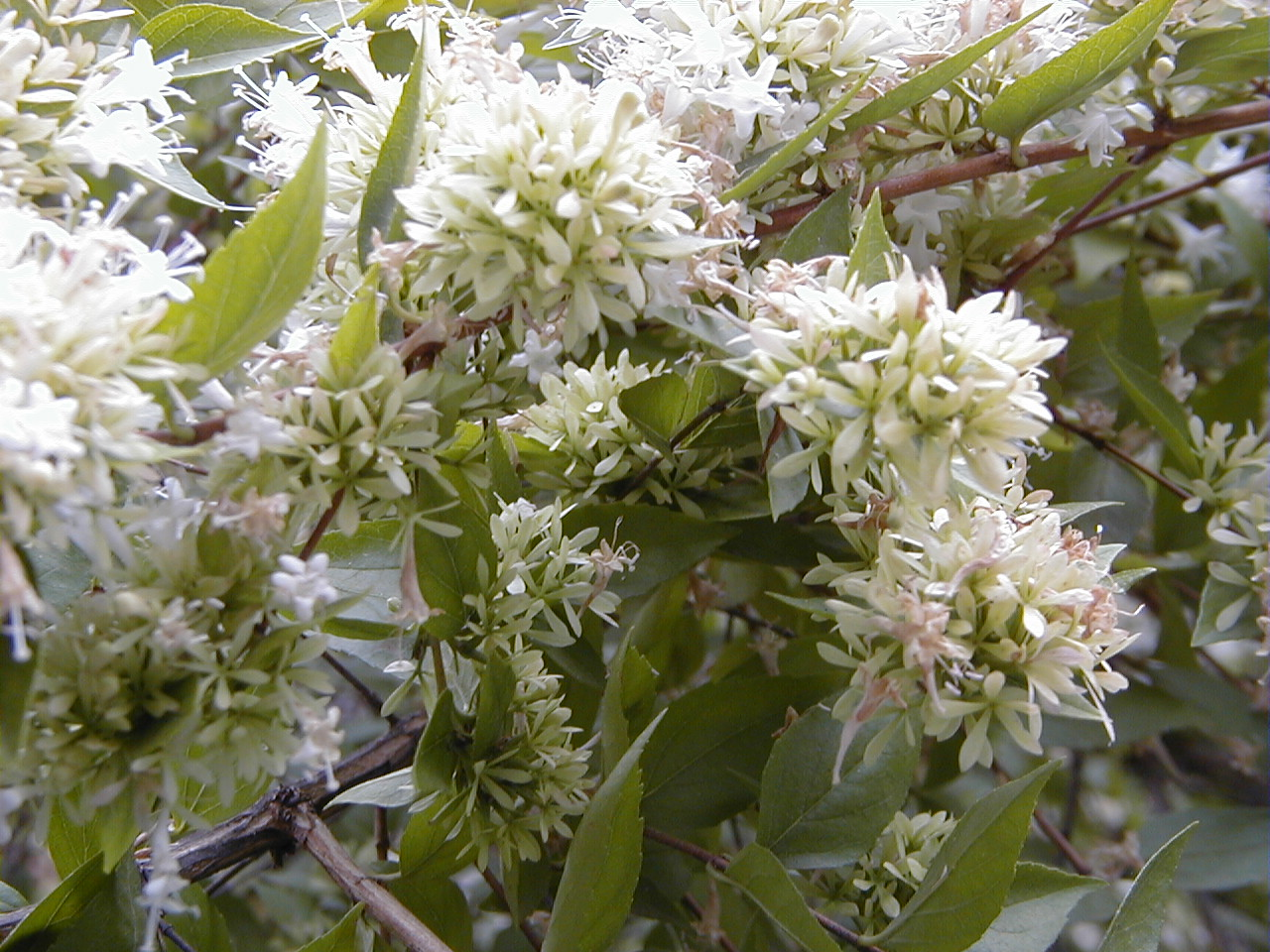
Blütenstände von Abelia chinensis

Die Gattung Abelia wurde 1818 durch Robert Brown in Narrative of a Journey in the Interior of China, 376 aufgestellt. Der Gattungsname Abelia ehrt den britischen Arzt, Botaniker und Naturforscher Clarke Abel (1789–1826).
Die Gattung Abelia gehört heute zur Unterfamilie Linnaeoideae innerhalb der Familie der Caprifoliaceae.  Zur Gattung gehörten früher etwa 40 Arten, seit 2011 nur noch fünf und seit 2013 10 (15 bis 18 oder bis zu etwa 25) Arten. Die anderen Arten gehören zu den beiden Gattungen Zabelia Rehder und Biflorae (Zabel) Fukuoka.
Die Gattung Abelia besitzen ein disjunktes Areal und gedeihen gemäßigten Bergklima in Ostasien und in Mexiko. Abelia-Arten kommen in Asien in der Volksrepublik China, Taiwan, auf den Ryūkyū-Inseln und in Mexiko vor.
Die Gattung Abelia wird seit Villarreal et al. 2013 in die beiden Sektionen Abelia und Vesalea gegliedert:
- In der Flora of China 2011 wurden nur noch fünf Arten in die Gattung Abelia gestellt, davon eine Hybride; die beiden Arten Abelia uniflora sowie Abelia macrotera werden in einen Artkomplex gestellt;[2] Sektion Abelia:
  - Abelia chinensis R.Br. (Syn.: Abelia aschersoniana (Graebn.) Rehder, Abelia cavaleriei H.Lév., Abelia hanceana M.Martens ex Hance, Abelia ionandra Hayata, Abelia lipoensis M.T.An & G.Q.Gou, Abelia rupestris Lindl.): Sie gedeiht in Höhenlagen von 200 bis 1500 Metern in chinesischen Provinzen Fujian, Guangdong, Guangxi, Guizhou, Henan, Hubei, Hunan, Jiangsu, Jiangxi, Sichuan, Yunnan, Zhejiang, Taiwan sowie auf den Ryūkyū-Inseln. Ihre Sorten werden als Zierpflanzen verwendet.[2]
  - Großblütige Abelie (Abelia ×grandiflora (Rovelli ex André) Rehder = Abelia uniflora × Abelia chinensis): Sie ist nur aus Kultur bekannt. Ihre Sorten werden in den gemäßigten Breiten als Zierpflanzen verwendet.[2]
  - Abelia forrestii (Diels) W.W.Smith (Syn.: Abelia gracilenta W.W.Smith, Abelia microphylla (W.W.Smith) Golubkova): Sie gedeiht an sonnigen Berghängen und in Gebüschen in Höhenlagen von 1900 bis 3300 Metern nur in chinesischen Provinzen südwestliches Sichuan sowie nordwestliches Yunnan.[2]
  - Abelia macrotera (Graebn. & Buchw.) Rehder (Syn.: Abelia deutziifolia (H.Lév.) H.Lév., Abelia graebneriana Rehder): Sie gedeiht im Dickicht und in Wäldern in Höhenlagen von 200 bis 2000 Metern in chinesischen Provinzen Guangxi, Guizhou, Henan, Hubei, Hunan, Shaanxi, Sichuan sowie Yunnan.[2]
  - Abelia uniflora R.Br. (Syn.: Abelia engleriana (Graebn.) Rehder, Abelia longituba Rehder, Abelia mairei H.Lév., Abelia myrtilloides Rehder, Abelia parvifolia Hemsl., Abelia schischkinii Golubkova, Abelia schumannii (Graebn.) Rehder, Abelia tereticalyx (Graebn. & Buchw.) Rehder, Abelia verticillata H.Lév.): Sie gedeiht im Dickicht und in Wäldern in Höhenlagen von 200 bis 2000 Metern in chinesischen Provinzen Fujian, Gansu, Guangxi, Guizhou, Henan, Hubei, Hunan, Shaanxi, Sichuan sowie Yunnan.[2]

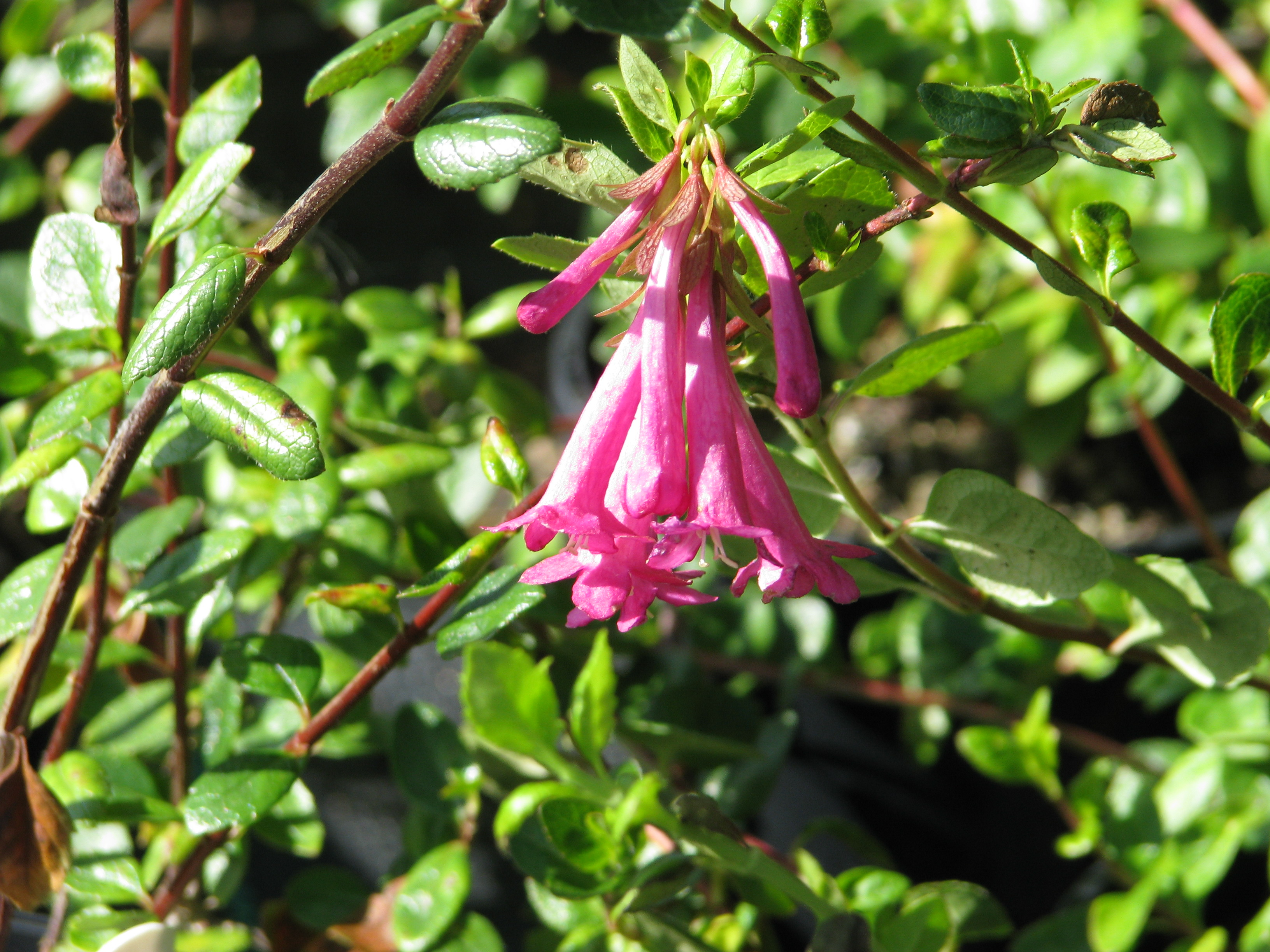
Blüten von Abelia floribunda

- 2013 veröffentlichten Villarreal et al., dass die fünf mexikanischen Arten dieser Verwandtschaftsgruppe, und damit alle Arten der Neuen Welt, in einer Sektion Vesalea (M.Martens & Galeotti) Fukuoka wieder in die Gattung Abelia gehören:[5]
  - Abelia coriacea Hemsl.: Sie kommt mit zwei Varietäten  in der Sierra Madre Oriental vor.
  - Abelia grandifolia Villarreal: Sie kommt in Querétaro vor.
  - Abelia floribunda (M.Martens & Galeotti) Decne. (Syn.: Vesalea floribunda M.Martens & Galeotti): Sie kommt mit zwei Varietäten in Oaxaca und Chiapas vor.
  - Abelia mexicana Villarreal: Sie kommt in Oaxaca vor.
  - Abelia occidentalis Villarreal: Sie gedeiht in der Sierra Madre Occidental an zwei Fundorten im südlichen Durango sowie nördlichen Jalisco.

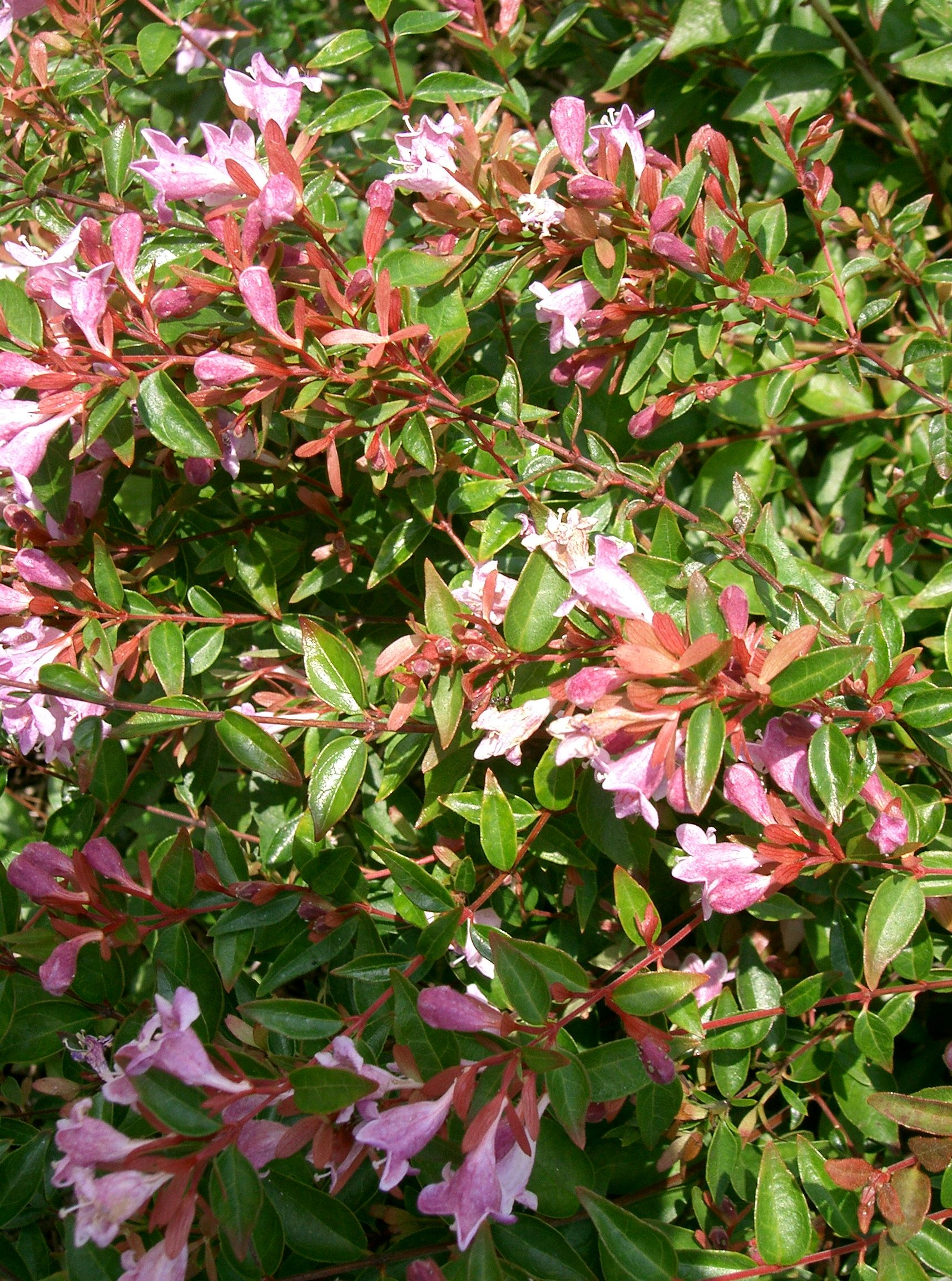
Die Sorte Abelia ×grandiflora ‘Edward Goucher’

## Verwendung
Sorten einiger Abelia-Arten werden auf Grund ihrer zahlreichen, schönen, duftenden Blüten als Zierpflanzen verwendet. Sorten nur weniger Arten sind ausreichend frosthart, um in den gemäßigten Breiten in Parks und Gärten als Ziersträucher verwendet zu werden.